# Рейнберн
Рейнберн (Рейберн; умер после 1013) — католический священнослужитель, первый епископ Колобжега, духовник дочери Болеслава, короля Польши, супруги князя Святополка Окаянного.

## Биография
Первое упоминание о Рейберне встречается в 1000 году. В этом году германский император Оттон III договорился с польским королём Болеславом I Храбрым на Конгрессе в Гнезно о создании Гнезненской архиепархии, частью которой стало Колобжегское епископство. Первым епископом стал Рейберн, который к тому времени состоял в свите дочери Болеслава Храброго. Планировалось, что силы епископства будут направлены на крещение язычников в Померании. Известно, что Рейберн произвел «крещение» Балтийского моря, вылив в море миро и святую воду, а также разрушил склепы померанских языческих богов. Около 1007 года в Колобжеге поднялось языческое восстание, и Рейберн вернулся в Краков ко двору Болеслава.
В 1013 году в знак перемирия с Русью, Болеслав Храбрый согласился на брак своей дочери с туровским князем Святополком, будущим Святополком Окаянным. Рейнберн сопровождал польскую принцессу на заключении брака, а затем прибыл вместе с ней в Туров. Однако здесь он начал пытаться проповедовать латинские обычаи. Источники сообщают, что совместно со Святополком Рейнберн готовил заговор по отвращению Руси от «византийского обряда», но заговор был раскрыт (в частности, Анастасом Корсунским), после чего великий князь Владимир бросил Святополка с женой и духовником в темницу. Здесь, по официальной версии, Рейнберн скончался в 1013 году. Впрочем, также возможно, что Рейнберн скончался уже в 1015 году, либо после бегства Святополка в Польшу в 1016/1017 гг. (то есть уже после смерти Владимира).